# 조앙 클라레
조앙 클라레(프랑스어: Johan Clarey, 1981년 1월 8일~)는 프랑스의 알파인 스키 선수이다. 올림픽에 4회(2010, 2014, 2018, 2022) 참가했고 2022년 동계 올림픽에서 남자 활강 부문 은메달을 획득했다. 또한 세계 알파인 스키 선수권 대회에 7회 참가하여 2019년 세계 선수권 대회에서 슈퍼대회전 부문 은메달을 획득했다.

## 수훈
- 국가공로훈장 기사장(2022년)